# 보스 기체
통계역학에서 보스 기체(Bose氣體, Bose gas)는 서로 상호작용하지 않는, 같은 종류의 보손으로 이루어진 기체다. 고전적 이상 기체에 대응하는 두 가지 양자역학적 이상 기체 가운데 하나다. 보스 기체는 보스-아인슈타인 통계를 따르며, 매우 낮은 온도에서는 상전이를 거쳐 보스-아인슈타인 응축 상태가 된다.

## 정의
콤팩트 리만 다양체 {\displaystyle (M,g)}가 주어졌다고 하자. 그렇다면, 로런츠 다양체 {\displaystyle M\times \mathbb {R} } 위의, 질량 {\displaystyle m}의 자유 보손 장 {\displaystyle \phi }를 생각하자. 이는 다음과 같은 작용에 의하여 나타내어진다.
{\displaystyle S=\int \mathrm {d} t\,\int _{M}{\sqrt {\det g}}{\frac {1}{2}}({\dot {\phi }}^{2}-g^{ij}\partial _{i}\phi \partial _{j}\phi -m^{2}\phi ^{2})}
여기서 윗점은 시간 좌표 {\displaystyle t}에 대한 미분이며, {\displaystyle \partial _{i}}는 공간 좌표에 대한 미분이다. 이에 대한 해밀토니언은 다음과 같다.
{\displaystyle H[\phi ,\pi ]=\int _{M}{\sqrt {\det g}}{\frac {1}{2}}(g_{ij}\pi ^{i}\pi ^{j}+g^{ij}\partial _{i}\phi \partial _{j}\phi +m^{2}\phi ^{2})}
여기서 {\displaystyle \pi ^{i}}는 {\displaystyle \phi ^{i}}에 대한 운동량장이다. 이를 양자화하면, 그 힐베르트 공간은 포크 공간을 구성하게 된다. 구체적으로, 1입자 힐베르트 공간과 그 위의 1입자 해밀토니언 {\displaystyle ({\mathcal {H}}_{1},H_{1})}을 다음과 같이 정의할 수 있다.
{\displaystyle {\mathcal {H}}_{1}=\operatorname {L} ^{2}(M;\mathbb {C} )}
{\displaystyle \langle f|H_{1}|g\rangle =\int _{M}{\sqrt {m^{2}+g^{ij}(\partial _{j}f)(\partial _{i}g)}}\,{\sqrt {\det g}}}
그렇다면, 다입자 힐베르트 공간과 해밀토니언 {\displaystyle ({\mathcal {H}},H)}은 그 위의 포크 공간으로 주어진다.
{\displaystyle {\mathcal {H}}=\operatorname {Sym} {\mathcal {H}}_{1}=\mathbb {C} \oplus \operatorname {L} ^{2}(M;\mathbb {C} )\oplus \operatorname {Sym} ^{2}\operatorname {L} ^{2}(M;\mathbb {C} )\oplus \dotsb }
이 위의 해밀토니언 연산자 {\displaystyle H}는 1입자 해밀토니언들의 합으로 구성된다. 또한, 입자수 연산자
{\displaystyle N|f\rangle =n|f\rangle \qquad \forall |f\rangle \in \operatorname {Sym} ^{n}{\mathcal {H}}_{1}}
를 정의할 수 있다. 이는 등급 벡터 공간의 등급에 해당하며, 그 고윳값들은 자연수이다.
이제, 이 계의 큰 분배 함수
{\displaystyle Z(\beta ,z)=\operatorname {tr} \left(z^{N}\exp(-\beta H)\right)=\operatorname {tr} (-\beta H+\beta \mu N)}
를 정의할 수 있다. 이는 큰 바른틀 앙상블에 해당한다. 여기서
{\displaystyle \beta ={\frac {1}{k_{\mathrm {B} }T}}}
는 절대 온도의 역수이며,
{\displaystyle z=\exp(\beta \mu )}
는 퓨가시티이며, {\displaystyle \mu }는 화학 퍼텐셜이다. 이 큰 분배 함수로 나타내어지는 통계역학적 계를 이상 보스 기체라고 한다. ‘이상 기체’라는 것은 포크 공간 위의 해밀토니언 연산자에 입자 사이의 상호 작용을 나타내는 항을 추가하지 않았기 때문이다 (즉, 입자 사이의 상호 작용이 없어, 입자들은 자유 입자이다).
큰 분배 함수는 다음과 같이 표현된다. (중복수를 고려한) {\displaystyle H_{1}}의 고윳값들의 중복집합을 {\displaystyle I}라고 하면, 큰 분배 함수는 다음과 같이 분해된다.
{\displaystyle Z(\beta ,z)=\prod _{i\in I}\left(1+z\exp(-\beta E_{i})+z^{2}\exp(-2\beta E_{i})+\dotsb \right)=\prod _{i\in I}{\frac {1}{1-z(\exp(-\beta E_{i}))}}}
큰 분배 함수의 로그 × −1인 큰 퍼텐셜 {\displaystyle -\ln Z(\beta ,z)}는 다음과 같다.
{\displaystyle -\ln Z(\beta ,z)=\sum _{i\in I}\ln \left(1-z\exp(-\beta E_{i})\right)}

### 열역학적 극한
편의상, 진공 에너지를 0으로 놓자.
{\displaystyle (M,g)} 위의 라플라스-벨트라미 연산자
{\displaystyle \nabla ^{2}=g^{ij}\partial _{i}\partial _{j}}
의 스펙트럼은 다음 조건을 만족시킨다.
{\displaystyle N(E)=(2\pi )^{-\dim M}E^{D/2}\operatorname {vol} (\mathbb {B} ^{D})V+O(E^{D/2-1})\qquad (E\gg 1)}
(유클리드 공간 속의 매끄러운 경계를 가진 닫힌집합에서, 디리클레 또는 노이만 경계 조건을 가했을 때도 이 조건이 성립한다.)
여기서 {\displaystyle N(E)}는 {\displaystyle H_{1}}의 {\displaystyle E} 이하의 고윳값들의 (중복수를 고려한) 수이다. {\displaystyle D\in \mathbb {N} }는 {\displaystyle M}의 차원이며, {\displaystyle V}는 {\displaystyle M}의 {\displaystyle D}차원 부피이며,
{\displaystyle \operatorname {vol} (\mathbb {B} ^{D})={\frac {\pi ^{(\dim M)/2}}{\Gamma ((\dim M)/2+1)}}}
는 {\displaystyle D}차원 단위 공의 부피이다. 편의상 비례 상수를
{\displaystyle C={\frac {D}{2}}(2\pi )^{D}\operatorname {vol} (\mathbb {B} ^{D})}
라고 적자. 즉,
{\displaystyle N_{\Delta }(E)\sim \int _{0}^{E}\mathrm {d} E'\,6C\operatorname {vol} (M){E'}^{D/2-1}}
이다. 이 표현을 통하여, 디랙 델타로 구성된 측도
{\displaystyle \mathrm {d} N(E)}
를
{\displaystyle C\operatorname {vol} (M){E'}^{(\dim M)/2-1}}
로 근사할 수 있다. 이는 {\displaystyle E}가 매우 클 때 유효하다. 이 조건을 만족시키기 위하여, 임의의 고정된 {\displaystyle (\beta ,z)}의 값에 대하여 {\displaystyle (z>1)},
{\displaystyle g\mapsto \alpha g}
{\displaystyle \alpha \to \infty }
와 같은 극한을 취할 수 있다. 이는 {\displaystyle g}의 등각 다양체 구조를 바꾸지 않지만, 그 부피는
{\displaystyle V\propto \alpha ^{D/2}}
이므로 부피가 무한대가 되는 열역학적 극한에 해당한다.
다만, {\displaystyle z\to 1^{+}}일 경우, 큰 퍼텐셜의 정의에서 {\displaystyle \ln \left(1-z\exp(-\beta E)\right)}가 {\displaystyle E\to 0}에서 무한대로 발산하게 된다. 즉, 이 경우 {\displaystyle E=0}인 경우는 따로 고려해야 한다.
즉, 이를 통하여, 다음과 같은 근사를 취할 수 있다. (물리학에서 이와 같은 꼴의 근사는 토머스-페르미 근사라고 한다.)
{\displaystyle -\ln Z(\beta ,z)=\int _{0}^{\infty }\mathrm {d} N(E)\,\ln \left(1-z\exp(-\beta {\sqrt {m^{2}+E}})\right)\approx C\operatorname {vol} (M)\int _{0}^{\infty }\mathrm {d} E\,E^{(\dim M)/2-1}\,\ln \left(1-z\exp(-\beta {\sqrt {m^{2}+E}})\right)}
이 적분은 일반적으로 기초 함수로 계산될 수 없다. 다만, 비상대론적인 극한
{\displaystyle m\beta \gg 1}
및 상대론적인 극한
{\displaystyle m\beta \ll 1}
의 경우 이는 다중로그라는 특수 함수로 계산될 수 있다. 비상대론적 극한에서
{\displaystyle {\sqrt {m^{2}+E}}=m{\sqrt {1+E/m^{2}}}=m+{\frac {1}{2m^{2}}}E+\dotsb }
이다. 따라서, 이 경우 처음 두 항만을 취하면
{\displaystyle -\ln Z(\beta ,z)=C\operatorname {vol} (M)\int _{0}^{\infty }\mathrm {d} E\,E^{(\dim M)/2-1}\,\ln \left(1-z\exp(-\beta m-\beta E/2m^{2})\right)}
이 된다. 여기서, 첫 항 {\displaystyle m}은 입자의 정지 에너지이므로, 이는 퓨가시티가 흡수할 수 있다. 즉, 이 경우
{\displaystyle z'=z\exp(-\beta m)}
{\displaystyle \beta '=\beta /2m^{2}}
를 정의하면,
{\displaystyle -\ln Z(\beta ',z')=C\operatorname {vol} (M)\int _{0}^{\infty }\mathrm {d} E\,E^{(\dim M)/2-1}\,\ln \left(1-z'\exp(-\beta 'E)\right)}
이다. 이를 계산하면 다음과 같다.
{\displaystyle -\ln Z\approx -C\operatorname {vol} (M){\beta '}^{-D/2}\Gamma ((\dim M)/2)\operatorname {Li} _{(\dim M)/2}(z)}
여기서
{\displaystyle \operatorname {Li} _{s}(z)=\sum _{n=1}^{\infty }{\frac {z^{n}}{n^{s}}}}
는 다중로그 함수이며, {\displaystyle \Gamma (-)}는 감마 함수이다.
이 표현은 다음과 같은 문제를 갖는다.
- {\displaystyle z\to 1}일 때, 피적분량이 {\displaystyle E\to 0} 극한에서 발산한다. 따라서, 이 경우를 따로 다루어야 한다.

이 문제를 교정하면, 다음과 같은 표현을 얻는다.
{\displaystyle \Omega =-\ln Z(\beta ,z)=g_{0}\ln(1-z)-(E_{\text{c}}\beta )^{-\alpha }\operatorname {Li} _{\alpha +1}(z)}
여기서 {\displaystyle g_{0}}은 바닥 상태의 고윳값의 {\displaystyle E_{0}=0}의 중복수이며, {\displaystyle C}를 비롯한 다른 비례 상수들을 {\displaystyle E_{\text{c}}}에 흡수하였다. 또한 변수
{\displaystyle \alpha ={\frac {1}{2}}\dim M}
를 정의하였다. 이 표현은 {\displaystyle \Delta }가 라플라스-벨트라미 연산자일 때, 즉 비상대론적 입자에 대하여 유효하다.

#### 상대론적 입자
반대로, {\displaystyle m\to 0} 극한을 생각하자. 이 경우
{\displaystyle {\sqrt {m^{2}+E}}={\sqrt {E}}{\sqrt {1+m^{2}/E}}={\sqrt {E}}+{\frac {m^{2}}{2{\sqrt {E}}}}+\dotsb }
가 된다. 이 경우, 첫 항만을 취하면,
{\displaystyle -\ln Z(\beta ,z)=C\operatorname {vol} (M)\int _{0}^{\infty }\mathrm {d} E\,E^{(\dim M)/2-1}\,\ln \left(1-z\exp(-\beta {\sqrt {E}})\right)}
이다. 이 경우 변수 {\displaystyle E}를
{\displaystyle E'=E^{2}}
{\displaystyle \mathrm {d} E={\frac {1}{2E'^{1/2}}}\mathrm {d} E'}
로 치환하면,
{\displaystyle -\ln Z(\beta ,z)=C\operatorname {vol} (M)\int _{0}^{\infty }\mathrm {d} E'^{(\dim M)/4}\,\ln \left(1-z\exp(-\beta E')\right)}
가 된다. 즉, 이 경우
{\displaystyle \alpha ={\frac {1}{4}}\dim M}
이 된다.

## 성질

### 바닥 상태와 상전이
만약 {\displaystyle \dim M\geq 3}일 경우, 보스 기체는 어떤 유한한 온도에서 보스-아인슈타인 응집이라는 상전이를 겪는다. 이는 큰 분배 함수의 표현에 등장하는 다중로그의 발산으로 나타난다. (반면, {\displaystyle \dim M\leq 2}일 경우 상전이가 발생하지 않는다. 이는 2차원 이하에서는 입자들이 장거리 상호 작용을 갖기 때문이다.)
총 입자의 수는 큰 퍼텐셜에서 다음과 같이 얻어진다.
{\displaystyle N=-z{\frac {\partial \Omega }{\partial z}}\approx {\frac {{\textrm {Li}}_{\alpha }(z)}{(\beta E_{c})^{\alpha }}}}
이 식에서 다중로그 부분은 양의 실수이어야 하고, {\displaystyle z=1}이면 리만 제타 함수 ζ(α)와 같아지게 되는, 최댓값을 얻을 수도 있다. 고정된 N 에 대하여 가장 큰 값은 β가 임계값 βc 을 가질 수 있을 때 다음 식과 같이 얻게 된다.
{\displaystyle N={\frac {\zeta (\alpha )}{(\beta _{c}E_{c})^{\alpha }}}}
이 식은 임계온도 Tc=1/kβc 아래에서 토머스-페르미 근사가 적용되지 않는 것에 부합한다. 위의 방정식을 정리하여 임계온도에 대한 식을 얻을 수 있다.
{\displaystyle T_{c}=\left({\frac {N}{\zeta (\alpha )}}\right)^{1/\alpha }{\frac {E_{c}}{k}}}
예를 들어, {\displaystyle \alpha =3/2}이고, 위에서 언급되었던 {\displaystyle E_{c}}를 대입하면 다음과 같은 식을 얻는다.
{\displaystyle T_{c}=\left({\frac {N}{Vf\zeta (3/2)}}\right)^{2/3}{\frac {h^{2}}{2\pi mk}}}
다시 임계 온도에 대한 결과를 계산할 수 없게 되었다. 그 이유는 위의 방정식을 이용하여 계산한 입자의 수는 음수가 되기 때문이다. 이 문제는 토머스-페르미 근사가 바닥 상태에서의 겹침을 0으로 설정했기 때문이고, 이 설정을 잘못되었다. 응축을 받아들인다면 바닥 상태는 없고 이에 따라 방정식은 틀리게 된다. 그러나 결과적으로 위의 방정식은 들뜬 상태에서의 입자수는 정확하게 예측하고, 단순히 바닥 상태 항을 따로 구분하면 나쁜 근사는 아니다.
{\displaystyle N=N_{0}+{\frac {{\textrm {Li}}_{\alpha }(z)}{(\beta E_{c})^{\alpha }}}}
N0 는 바닥상태의 응축 입자수이고, 그 값은 다음과 같다.
{\displaystyle N_{0}={\frac {g_{0}\,z}{1-z}}}
이 식은 절대 영도에서도 계산할 수 있게 되었다. 표준화된 온도 τ를 다음과 같이 정의하자.
{\displaystyle \tau ={\frac {T}{T_{c}}}}
이 변수들은 낮은 온도의 극한에서 τα에 선형적이고, 화학 퍼텐셜을 제외하면, 높은 온도의 극한에서 1/τα에 선형적인 것을 볼 수 있다. 입자수가 증가하면 응축과 들뜸의 비율은 임계 온도에서 불연속적으로 도달한다.
입자수에 대한 식은 다음과 같이 표준화된 온도를 이용하여 표현할 수 있다.
{\displaystyle N={\frac {g_{0}\,z}{1-z}}+N~{\frac {{\textrm {Li}}_{\alpha }(z)}{\zeta (\alpha )}}~\tau ^{\alpha }}
N과 τ이 주어지면, 이 식은 τα에 대하여 정리가 되고, z 에 대한 급수해는 τα의 급수 또는 τα의 급수에 대한 역수의 점근확장을 이용한 역 급수의 방법으로 찾을 수 있다. 이 확장에서 우리는 T =0근처인 맥스웰-볼츠만 분포에서 온도는 무한에 접근하는 것을 볼 수 있다.

### 열역학
다음과 같은 값들을 계산할 수 있다.
- 평균 입자 수:
{\displaystyle N(\beta ,z)=z{\frac {\partial }{\partial z}}\ln Z}
- 평균 에너지:
{\displaystyle E(\beta ,z)={\frac {\partial }{\partial \beta }}\ln Z}

입자수에 대한 식에서 바닥상태에 해당하는 부분을 더하는 것은 큰 퍼텐셜에 바닥 상태에 해당하는 항을 더하는 것과 같다.
{\displaystyle \Omega =g_{0}\ln(1-z)-{\frac {{\textrm {Li}}_{\alpha +1}(z)}{\left(\beta E_{c}\right)^{\alpha }}}}
모든 열역학적 성질은 큰 퍼텐셜에서부터 계산될 수 있다. 아래의 표는 낮은 온도와 높은 온도의 극한, 그리고 무한 극한의 입자수에서 계산된 다양한 열역학적 값들을 나타낸 것이다. 등호(=)는 정확한 결과를 나타내주고 근사 기호는 {\displaystyle \tau ^{\alpha }}의 급수 중 앞의 몇 항만 있는 경우에 해당하는 결과를 나타낸 것이다.
| 물리량                                                                    | 일반적 경우                                                                              | {\displaystyle T\ll T_{c}}                                                       | {\displaystyle T\gg T_{c}} |
| ------------------------------------------------------------------------- | ---------------------------------------------------------------------------------------- | -------------------------------------------------------------------------------- | --- |
| z                                                                         | Vapor fraction                                                                           | {\displaystyle =1}                                                               | {\displaystyle \approx {\frac {\zeta (\alpha )}{\tau ^{\alpha }}}-{\frac {\zeta ^{2}(\alpha )}{2^{\alpha }\tau ^{2\alpha }}}}             |
| Vapor fraction {\displaystyle 1-{\frac {N_{0}}{N}}\,}                     | {\displaystyle ={\frac {{\textrm {Li}}_{\alpha }(z)}{\zeta (\alpha )}}\,\tau ^{\alpha }} | {\displaystyle =\tau ^{\alpha }}                                                 | {\displaystyle =1} |
| 상태 방정식 {\displaystyle {\frac {PV\beta }{N}}=-{\frac {\Omega }{N}}\,} | {\displaystyle ={\frac {{\textrm {Li}}_{\alpha +1}(z)}{\zeta (\alpha )}}\tau ^{\alpha }} | {\displaystyle ={\frac {\zeta (\alpha \!+\!1)}{\zeta (\alpha )}}\tau ^{\alpha }} | {\displaystyle \approx 1-{\frac {\zeta (\alpha )}{2^{\alpha +1}\tau ^{\alpha }}}}                                                         |
| 기브스 자유 에너지 {\displaystyle G=\ln(z)}                               | {\displaystyle =\ln(z)}                                                                  | {\displaystyle =0}                                                               | {\displaystyle \approx \ln \left({\frac {\zeta (\alpha )}{\tau ^{\alpha }}}\right)-{\frac {\zeta (\alpha )}{2^{\alpha }\tau ^{\alpha }}}} |
표에서 보듯이 모든 값들은 높은 온도의 극한에서 고전 이상 기체에 근접하는 것을 볼 수 있다. 위에서 나타난 값들은 다른 열역학적 값들을 구하는 데 쓰일 수 있다. 예를 들어, 모든 온도에서의 고전 이상기체에서 내부에너지와 압력, 부피의 곱은 비례하다.
{\displaystyle U={\frac {\partial \Omega }{\partial \beta }}=\alpha PV}
비슷한 경우로, 일정한 부피에서 견줌열은 다음과 같다.
{\displaystyle C_{v}={\frac {\partial U}{\partial T}}=k(\alpha +1)\,U\beta }
엔트로피는 다음의 식으로 표현된다.
{\displaystyle TS=U+PV-G\,}
주의할 점은 높은 온도의 극한에서는
{\displaystyle TS=(\alpha +1)+\ln \left({\frac {\tau ^{\alpha }}{\zeta (\alpha )}}\right)}
의 식을 얻게 되며, α=3/2에 대하여 이면 자쿠어-테트로더 방정식(영어: Sackur-Tetrode equation)으로 재기술된다.

## 역사
보스-아인슈타인 통계를 제창한 사티엔드라 나트 보스의 이름을 땄다.

## 참고 문헌
- Huang, Kerson (1967). 《Statistical Mechanics》. New York: John Wiley and Sons.
- Isihara, A. (1971). 《Statistical Physics》. New York: Academic Press.
- Landau, L. D.; E. M. Lifshitz (1996). Statistical Physics, 3rd Edition Part 1. Oxford: Butterworth-Heinemann.
- Pethick, C. J.; H. Smith (2004). 《Bose-Einstein Condensation in Dilute Gases》. Cambridge: Cambridge University Press.
- Yan, Zijun (2000). “General Thermal Wavelength and its Applications”. 《European Journal of Physics》 21 (6): 625-631. doi:10.1088/0143-0807/21/6/314.